# Galtara convergens
Galtara convergens là một loài bướm đêm thuộc phân họ Arctiinae, họ Erebidae.